# Primorsker Bucht

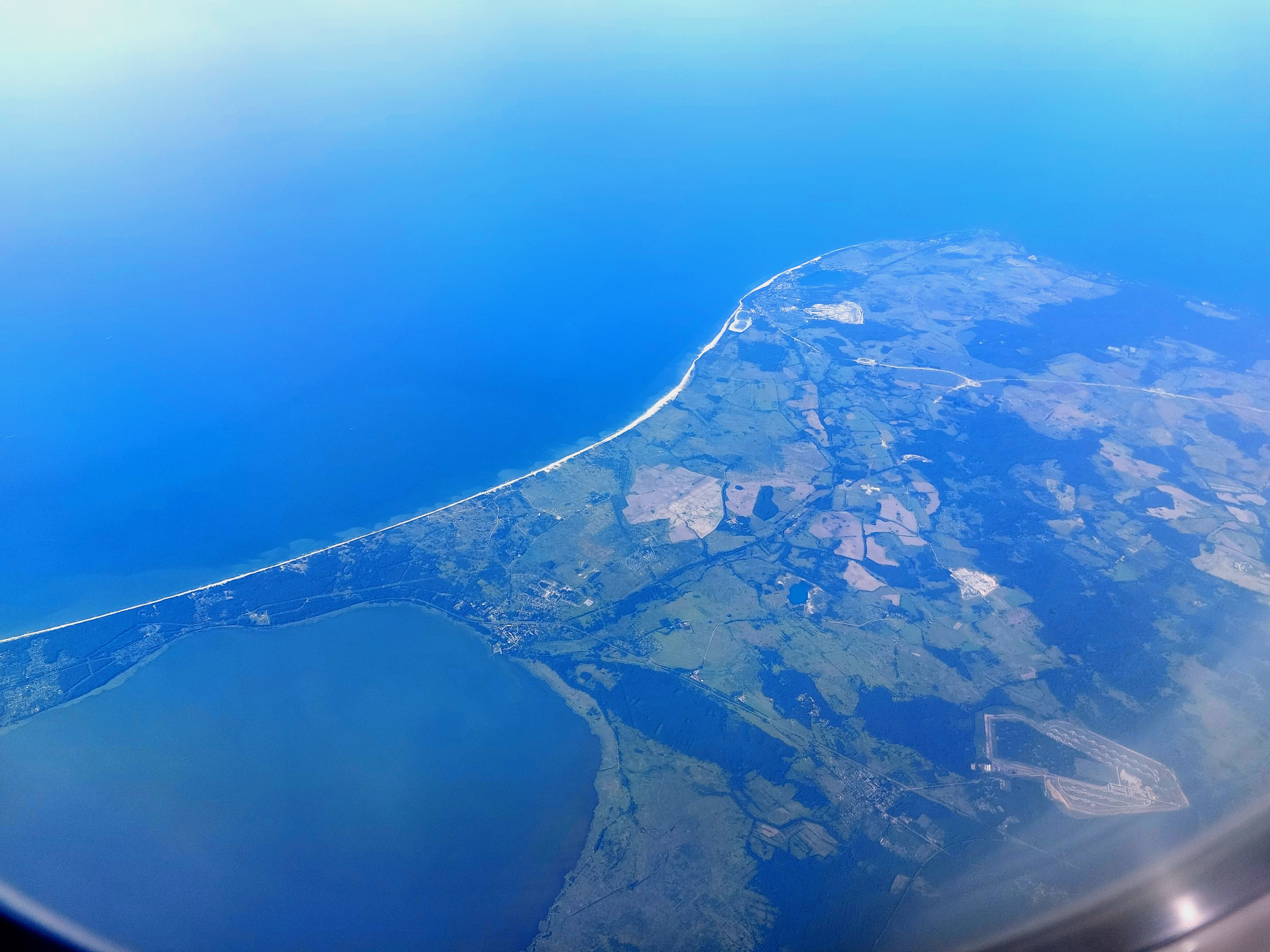
Die Primorsker Bucht vom Flugzeug aus

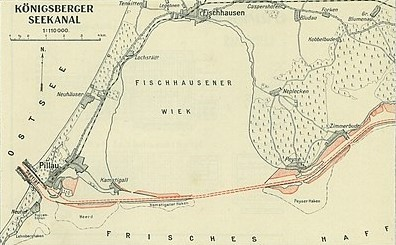
Die damalige Fischhausener Wiek auf einer Karte von 1927

Die Primorsker Bucht (russisch Buchta Primorskaja) ist eine Bucht an der Nordwestspitze des Frischen Haffs. Früher hieß die Bucht Fischhausener Wiek. Sie wird umrahmt von der Frischen Nehrung, die die Bucht nach Westen von der Ostsee abtrennt und der Halbinsel Samland im Norden und Osten. Das Gebiet gehört zur russischen Oblast Kaliningrad. Am Nordufer der Bucht liegt der Ort Primorsk (ehemals Fischhausen, Ostpreußen), am Westende der Ort Baltijsk und am Ostende der Ort Swetly.
Koordinaten: 54° 41′ 29″ N, 20° 0′ 15″ O